# Hartigovský palác
Hartigovský palác nebo také Senftenberský palác, Zemský dům či Glauchovský dům je barokní palác, který se nachází na Malostranském náměstí 259/12 v městské části Praha 1 na Malé Straně. Od roku 1964 je chráněn jako kulturní památka. Zadní průčelí paláce je v ulici Tržiště, do které lze z náměstí přízemím paláce projít.

## Historie a popis

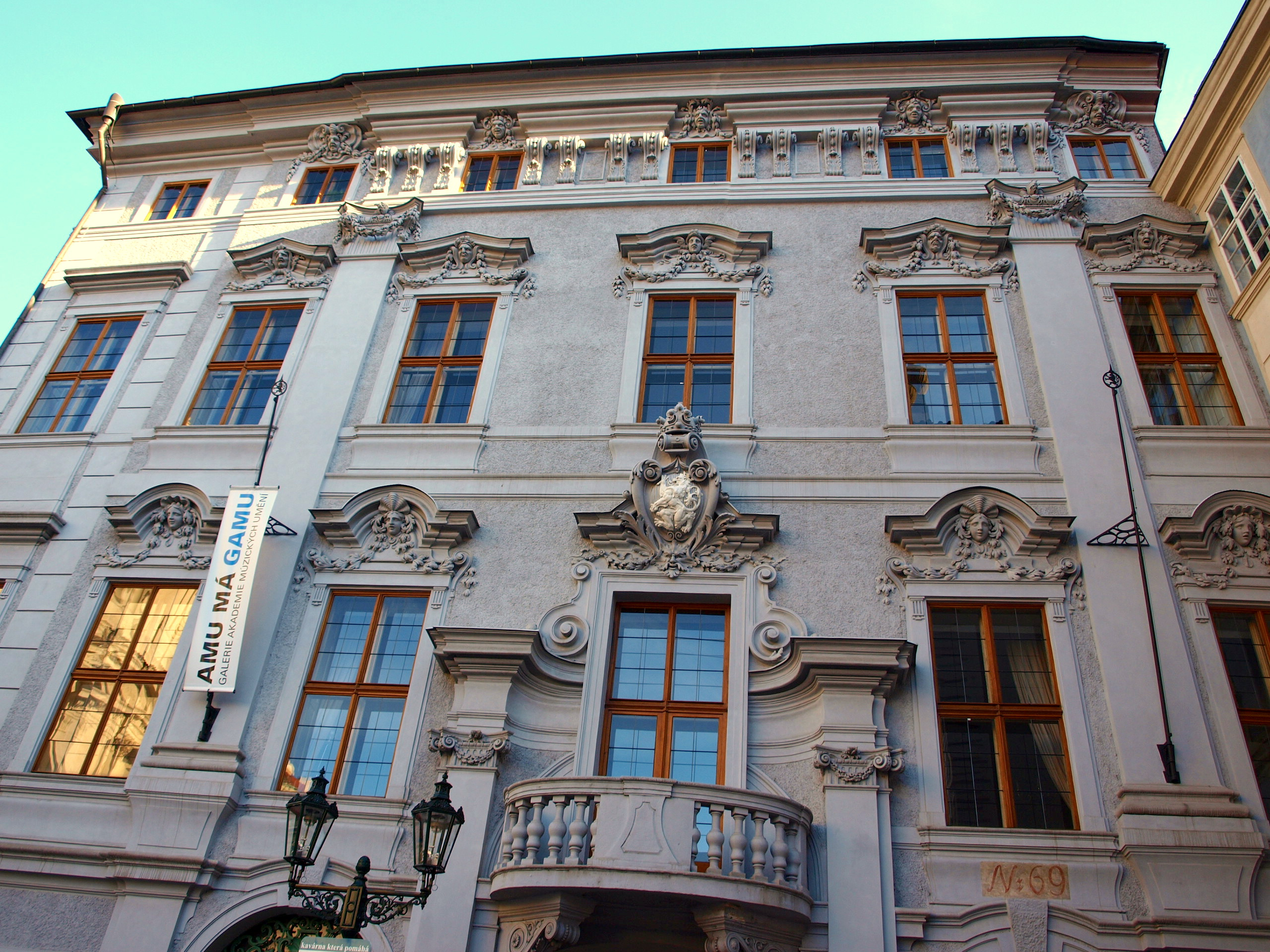
Hartigovský palác

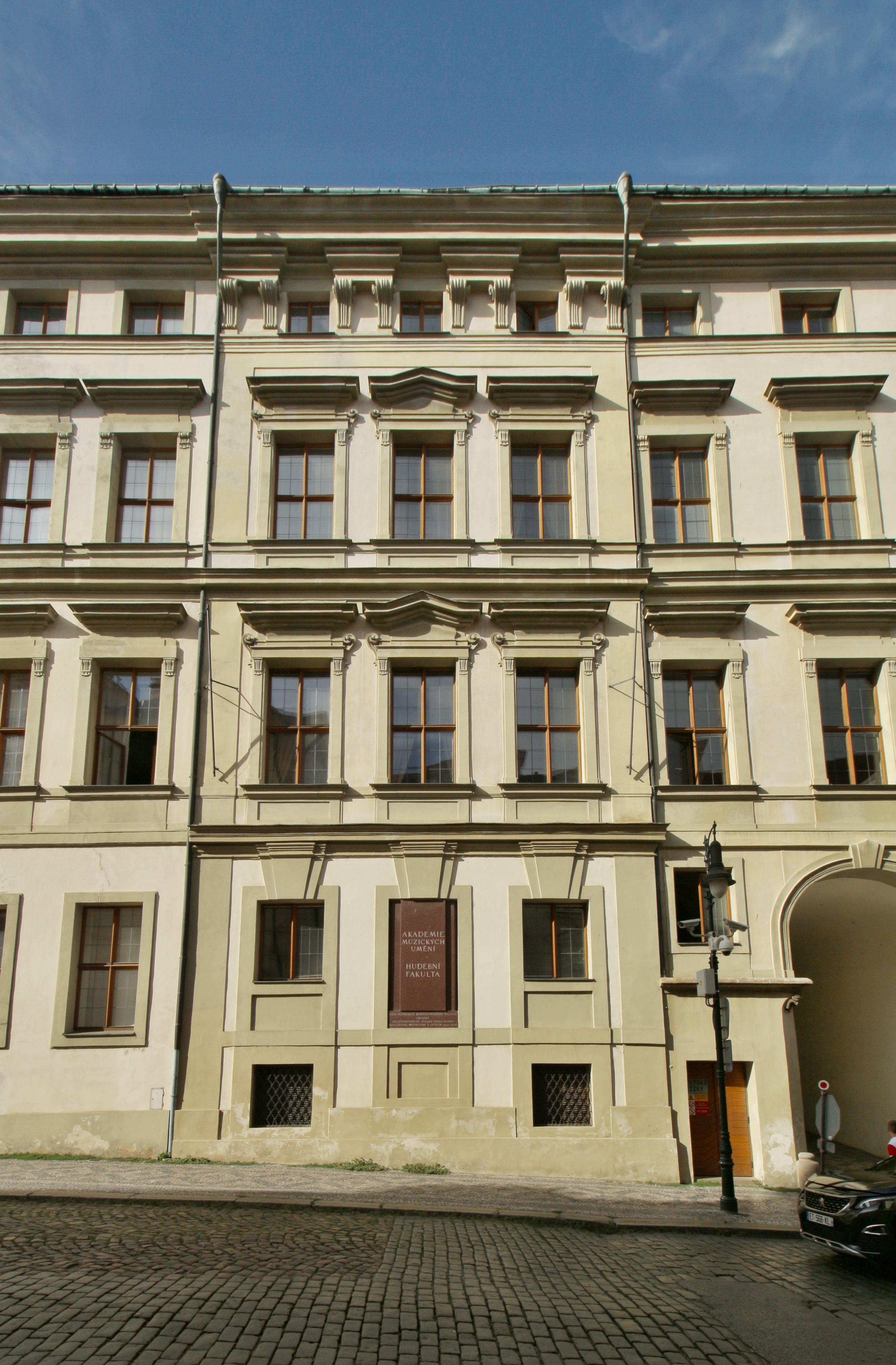
Hartigovský palác z ulice Tržiště

Na místě dnešního paláce stávaly dva gotické domy, které byly spojeny v roce 1645. Ulička, která mezi nimi vedla, je dnes průchodem spojujícím Malostranské náměstí s ulicí Tržiště. Palác vznikl přestavbou starších domů po roce 1701 podle projektu Giovanni Battisty Alliprandiho, kterou dokončil až František Maxmilián Kaňka pro Annu Josefu Černínovou (vdovu po Heřmanovi Jakubovi Černínovi, někdy je uváděna jako Antonie Černínová). Ta jej koupila v roce 1722. V roce 1735 palác získala Terezie Hartigová, vdova po Ludvíku Josefovi z Hartigu, jejichž rod pak budovu držel až do roku 1821. Kolem roku 1795 přestavěl zadní frontu paláce (do ulice Tržiště) Matyáš Hummel. V roce 1827 koupil palác John Parish Senftenberg a od jeho dědiců byl v roce 1873 odkoupen pro Zemský fond království českého.  Při následujících adaptacích byl do náměstí postaven balkon. K dalším úpravám došlo v letech 1908–1913, kdy byl přistavěn třípatrový dům.
V současnosti v paláci sídlí rektorát Akademie múzických umění v Praze.
Palác je třípatrová stavba s nepravidelným půdorysem a se dvěma vnitřními dvory. Hlavní vstupní průčelí obrácené na sever do Malostranského náměstí je nesymetrické, bohatě zdobené. Rozsáhlejší jižní průčelí v ulici Tržiště je jednodušší, jeho nejstarší součástí je renesanční bosovaný portál vpravo od vchodu do veřejného průchodu.